# Рудольф Рейман
Рудольф Рейман (ест. Rudolf Reimann, 18 січня 1884, м. Тарту, Естонія — 16 вересня 1946, м. Таллінн, Естонія) —  офіцер Естонської армії під час війни за незалежність, начальник інтендантської служби.

## Життєпис

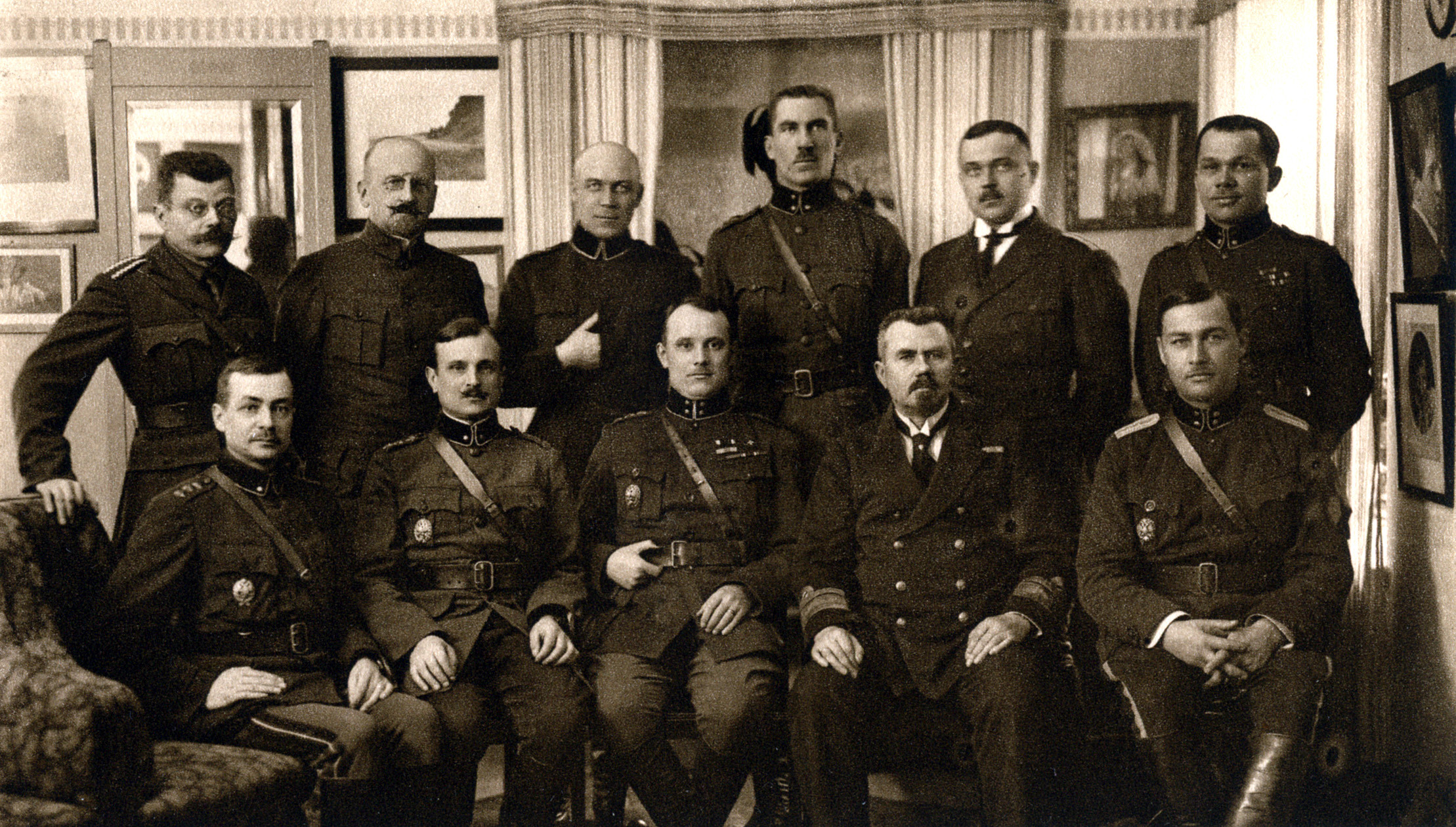
Головне командування естонської армії в 1920 році, зліва вгорі: генерал-майор Ернест Пиддер, доктор Артур Лоссманн, генерал-майор Олександр Тиніссон, полковник Карл Партс, полковник Віктор Пускар, полковник Яан Рінк. Зліва внизу: генерал-майор Андрес Ларка, генерал-майор Яан Соотс, головнокомандувач генерал-лейтенант Йохан Лайдонер, адмірал Йоган Пітка та полковник Рудольф Рейман

Загальну освіту здобув у Юр'євському реальному училищі.
На службі в Російській імператорській армії з 11 вересня 1903 року. У 1907 році закінчив по першому розряду військове училище у Вільнюсі. Служив у 196-му піхотному полку. У 1914 році закінчив Інтендантську академію. У 1916 році виконував обов'язки інтенданта 67-ї піхотної дивізії.
З 28 грудня 1917 інтендант 1-ї естонської дивізії. Під час Війни за незалежність був головою Департаменту постачання військового міністерства. Згодом викладав у Військовій школі та на курсах Генштабу до 1929 року. Член Військової ради з 1929 року. З 24 лютого 1934 року генерал-майор.
Під час Другої світової війни служив у Червоній армії.
Помер природною смертю в Таллінні, похований на кладовищі Нимме Хію.